# Sarma
Der Begriff Sarma (tibetisch གསར་མ, Umschrift nach Wylie gsar ma) bezieht sich im tibetischen Buddhismus auf die Schulen der Neuen Übersetzungen (11. Jahrhundert) buddhistischer Schriften aus dem Sanskrit ins Tibetische, im Unterschied zur „Schule der Alten Übersetzungen“ (9. Jahrhundert) und dem Bön. Die erste Schule der Neuen Übersetzungen in Tibet war die Kadam-Tradition. Später wurde der Begriff Sarma als Sammelbegriff auch auf die Kagyü-, Sakya- und Gelug-Schule des tibetischen Buddhismus angewandt. Der erste Übersetzer von Sarma-Texten war Lochen Rinchen Sangpo (tib.: lo chen rin chen bzang po; 958–1055), ein Schüler Atishas.

## Sanskrittexte der Wurzeltantras
Zu den tantrischen Schriften der bestehenden Sarma-Traditionen zählen heute unter anderem das Guhyasamaja-, Chakrasamvara-, Hevajra-, Yamantaka-, Vajrayogini- und das Kalachakra-Tantra.
Aber auch die Praxis auf Vajrakilaya, ursprünglich ein Tantra der Alten Schule, wird heute in den neuen Schulen gelehrt. 
All diese Tantras beruhen auf einem Sanskrit-Original des jeweiligen Wurzeltantras, das nicht in allen Tantras der Alten Schule nachgewiesen werden kann. Das Fragment des originalen Wurzeltantras zu Vajrakilaya wurde relativ spät von Sakya Pandita als verborgener Schatztext entdeckt, der noch die handschriftlichen Notizen Guru Rinpoches zu diesem Tantra enthielt.

## Verschiedene Tantra-Klassen
Eine Neuübersetzung bereits in der ersten Übersetzungsphase übertragener tantrischer Schriften, aus denen sich die Nyingma-Schule entwickelte, fand nicht statt. Daher besteht ein Unterschied zwischen dem tantrischen Übertragungssystem der Nyingma, das von sechs Tantraklassen ausgeht, und dem der Sarma-Schulen, das auf vier Tantraklassen basiert. Die unterschiedlichen Arten des Anuttarayoga-Tantra der Sarma-Tradition haben Bezüge zu den inneren Tantras der Nyingma-Tradition, und es hat über die Jahrhunderte ein reger Austausch tantrischer Übertragungen zwischen Nyingma und Sarma stattgefunden.

### Äußere Tantras
Zu den äußeren Tantras aller Schulen zählen das
1. Kriyatantra
2. Caryatantra bzw. Upayoga (Nyingma)
3. Yogatantra

Diese wurden weitgehend schon während der ersten Übersetzungsphase übertragen.

### Innere Tantras
Die inneren Tantras, auf die sich die Neuen Übersetzungstraditionen konzentrierten, werden als Anuttarayogatantra bezeichnet, diese teilen sich auf in:
1. Vatertantra (z. B.: Yamantaka und Guhyasamâja)
2. Muttertantra (z. B.: Chakrasamvara und Hevajra)
3. nichtduales Anuttarayogatantra (z. B.: Kalachakra)

Die inneren Tantras der Nyingmaschule heißen:
1. Mahayoga
2. Anuyoga
3. Atiyoga bzw. Dzogchen